# Adrian Scrope
Le colonel Adrian Scrope, également orthographié Scroope, (12 janvier 1601 - 17 octobre 1660), est un soldat parlementaire pendant les guerres des Trois Royaumes, et l'un de ceux qui ont signé l'arrêt de mort de Charles Ier en janvier 1649. Malgré la promesse de l'immunité après la Restauration en 1660, il est condamné comme régicide et exécuté en octobre.
Riche propriétaire terrien du Buckinghamshire, Scrope est un parent du leader parlementaire John Hampden et combat dans les première et deuxième guerres civiles anglaises. Nommé par Oliver Cromwell à la tête de la sécurité lors du procès de Charles Ier, il est présent chaque jour et signe l'arrêt de mort. Cependant, il évite largement de prendre part aux luttes politiques du Protectorat ou de la Restauration de Charles II.
Initialement libéré en juin 1660 après avoir payé une amende, il est de nouveau arrêté en août, jugé pour trahison et reconnu coupable, principalement en raison d'une prétention qu'il refuserait de condamner l'exécution de Charles Ier, même après la Restauration. Il est exécuté à Charing Cross, à Londres le 17 octobre 1660.

## Biographie
Adrian Scrope est né à Wormsley Park, dans le Buckinghamshire et baptisé le 12 janvier 1601, fils unique de Sir Robert Scrope (1569-1630) et de Margaret Cornwall (1573-1633). La famille est une branche cadette des Scropes de Bolton.

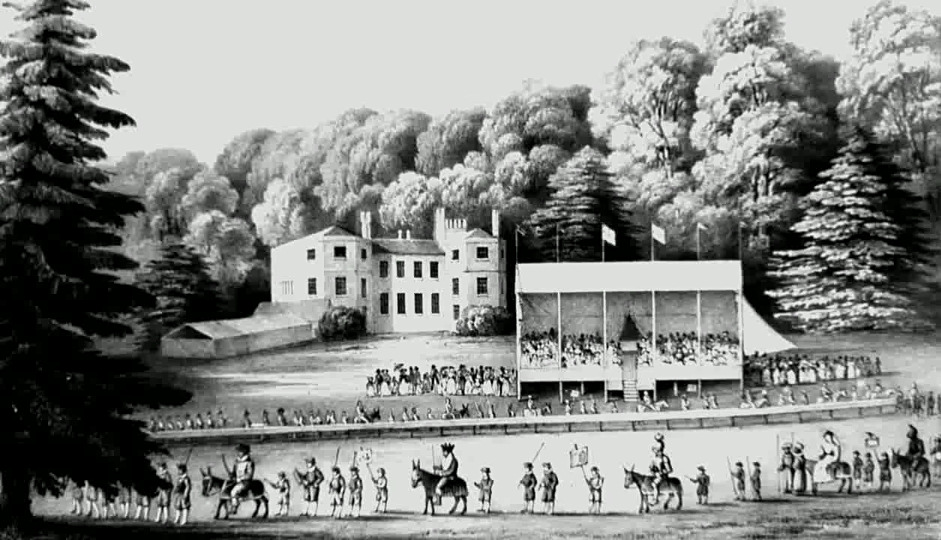
Wormsley Park, vers 1840 ; maison en arrière-plan

En 1624, il épouse Mary Waller, sœur du poète et conspirateur royaliste Edmund Waller ; ils ont cinq enfants, Edmund (1626-1658), Robert (1628-après 1649), Thomas (1630-1704), Margaret, Anne et Elizabeth (1655-1738). Il est remplacé par son troisième fils Thomas, un marchand de Bristol et père de l'homme politique John Scrope (1662-1752).
Sa plus jeune fille Elizabeth épouse Jonathan Blagrave (1652-1698), qui est un prébendier de la Cathédrale de Worcester et apparenté à un autre régicide, Daniel Blagrave. À sa mort en 1738, elle est enterrée dans l' église collégiale St Mary, Youghal, où son mémorial est encore visible. Il nomme son père « Colonel Adrian Scrope, de Warmesley dans le comté d'Oxford » ; comme pour beaucoup de ceux qui font référence aux régicides, il est délibérément défiguré et brisé en deux à un moment donné.

## Carrière
Scrope est diplômé de Hart Hall, Oxford le 7 novembre 1617, et comme c'est alors le cas, étudie le droit commun au Middle Temple jusqu'en 1619. Il existe peu de détails sur sa carrière avant le déclenchement de la première guerre civile anglaise en août 1642 ; il est apparenté au leader parlementaire John Hampden et, comme de nombreux membres de la noblesse du Buckinghamshire, il rejoint l'armée du Parlement, levant une troupe de chevaux pour le comte d'Essex et combattant à Edgehill.
En 1644, il rejoint le régiment de cavalerie de Sir Robert Pye, combat à Lostwithiel et à la deuxième bataille de Newbury, avant d'être transféré dans la New Model Army en 1645 en tant que major dans le régiment du colonel Richard Graves. Bien que le régiment fasse partie de la force envoyée pour relever Taunton et rate la bataille de Naseby, il prend part à la campagne du Sud-Ouest, où il combat à Langport et Bristol.
Juste avant la capitulation de la capitale royaliste d'Oxford en juin 1646, Charles Ier s'échappe pour rejoindre l'armée covenantaire écossaise à l'extérieur de Newark. En mars 1647, les Écossais le livrent au Parlement en échange de 400 000 £ et le régiment de Graves l'escorte à Holdenby House dans le Northamptonshire. Dans la lutte pour le contrôle entre les parlementaires modérés et le Conseil de l'armée, Graves soutient le Parlement ; lorsque George Joyce arrive à Holmby et prend en charge le roi au nom du Conseil, Scrope remplace Graves en tant que colonel.
Au début de 1648, Scrope est basé à Blandford pour maintenir l'ordre dans le Dorset, base d'attache de Denzil Holles, le principal adversaire parlementaire de l'armée, avant qu'une alliance de royalistes et de presbytériens anglais et écossais ne conduise à la deuxième guerre civile anglaise en juin. Scrope est envoyé pour aider Thomas Fairfax à réprimer la révolte dans le Kent et l'Essex, avant d'être détaché du siège de Colchester pour réprimer un autre soulèvement dans le Cambridgeshire, dirigé par Henry Rich (1er comte de Holland). Le 10 juillet, il fait prisonnier Holland à la bataille de Saint-Neots ; bien que le Parlement ait voté pour le bannissement, l'armée insiste sur son exécution en mars 1649.
Juste avant la fin de la Seconde Guerre civile, Scrope est envoyé à Great Yarmouth après des informations selon lesquelles le prince de Galles tentait d'y débarquer. Bien que cela n'ait pas eu lieu, il est suggéré que Yarmouth était le lieu d'une réunion tenue à cette époque où Oliver Cromwell  propose le procès et l'exécution de Charles Ier. Il n'est pas clair si Scrope y a assisté, mais peu de temps après, il devient membre du Conseil de l'Armée ; il soutient la Purge de Pride en décembre 1648, est nommé l'un des juges au procès de Charles Ier et vote pour son exécution le 30 janvier 1649.
En avril 1649, la poursuite des troubles au sein de l'armée conduit à une série de mutineries. Alors basé à Salisbury, le régiment de Scrope est choisi en mai pour participer à la reconquête de l'Irlande ; rejoints par l'unité d'Henry Ireton, ils refusent de partir. Seulement quatre-vingts hommes sont restés fidèles à Scrope, le reste élit de nouveaux officiers, fortifie leur position dans la ville et publie une brochure avec leurs demandes. Les unités de Salisbury tentent de se connecter avec des collègues ailleurs, créant une menace sérieuse pour le régime. Cromwell et Fairfax répriment la mutinerie de Burford le 17 mai, trois meneurs sont fusillés et les régiments concernés dissous, notamment celui de Scrope.
Son incapacité à apaiser les mutins et son impopularité générale auprès des troupes met fin à la carrière militaire active de Scrope. En octobre, il est nommé gouverneur du château de Bristol, poste qu'il conserve jusqu'en juin 1655, date à laquelle il est démoli dans le cadre d'un plan visant à réduire le nombre de garnisons en Angleterre. En août, il est nommé au Conseil nouvellement formé de l'Écosse, un corps établi par Cromwell pour administrer le pays à la suite de son incorporation dans le Commonwealth. Edmond Ludlow, un autre régicide devenu un adversaire de Cromwell, affirme que c'est pour compenser George Monck, l'ambitieux commandant militaire.

## Exécution
Scrope passe peu de temps en Écosse et ne joue aucun rôle dans la lutte pour le pouvoir qui prend fin avec la restauration de Charles II en mai 1660. Il obéit à la proclamation de Charles II du 4 juin 1660 exigeant que les régicides se rendent dans les quatorze jours « sous peine d'être dispensés de grâce ». Après un long débat, le 9 juin, les Communes décident qu'il serait libéré après avoir payé une amende, une peine considérablement plus légère que celle imposée aux autres prisonniers.
Cependant, le 23 juillet, les Lords adoptent une motion l'excluant de l'Indemnity and Oblivion Act avec tous les régicides; Scrope est clairement perçu avec une certaine sympathie, car le 1er août, le haut shérif de l'Oxfordshire est convoqué pour expliquer pourquoi il n'a pas réussi à l'arrêter. Ce qui a scellé son destin est l'allégation de Sir Richard Browne, un parlementaire modéré exclu en 1648 et maintenant député de la ville de Londres, que dans une récente conversation Scrope a refusé de dénoncer l'exécution. En conséquence, le 28 août, les Communes acceptent de le juger.
Lors de la procédure du 12 octobre, Scrope affirme avoir agi conformément aux instructions du Parlement, mais admet avoir commis une "erreur de jugement". Alors que le juge président, Sir Orlando Bridgeman, convient qu'il n'est « pas une personne comme certains des autres », le témoignage de Browne implique qu'il est condamné à mort. Le 17 octobre, il est pendu, traîné et écartelé à Charing Cross, avec Thomas Scot, Gregory Clement et John Jones Maesygarnedd ; comme faveur spéciale, son corps est rendu à sa famille pour l'enterrement, plutôt que d'être exposé.